# Oakland Raiders 2018
La stagione 2018 degli Oakland Raiders è stata la 49ª della franchigia nella National Football League, la 59ª complessiva e la prima sotto la direzione del capo-allenatore Jon Gruden dopo il suo ritorno con la squadra (la quinta complessiva). La squadra formalizzò il proprio trasferimento a Las Vegas ma continuò a giocare all'Oakland-Alameda County Coliseum fino alla costruzione dello stadio nella nuova città.

## Offseason

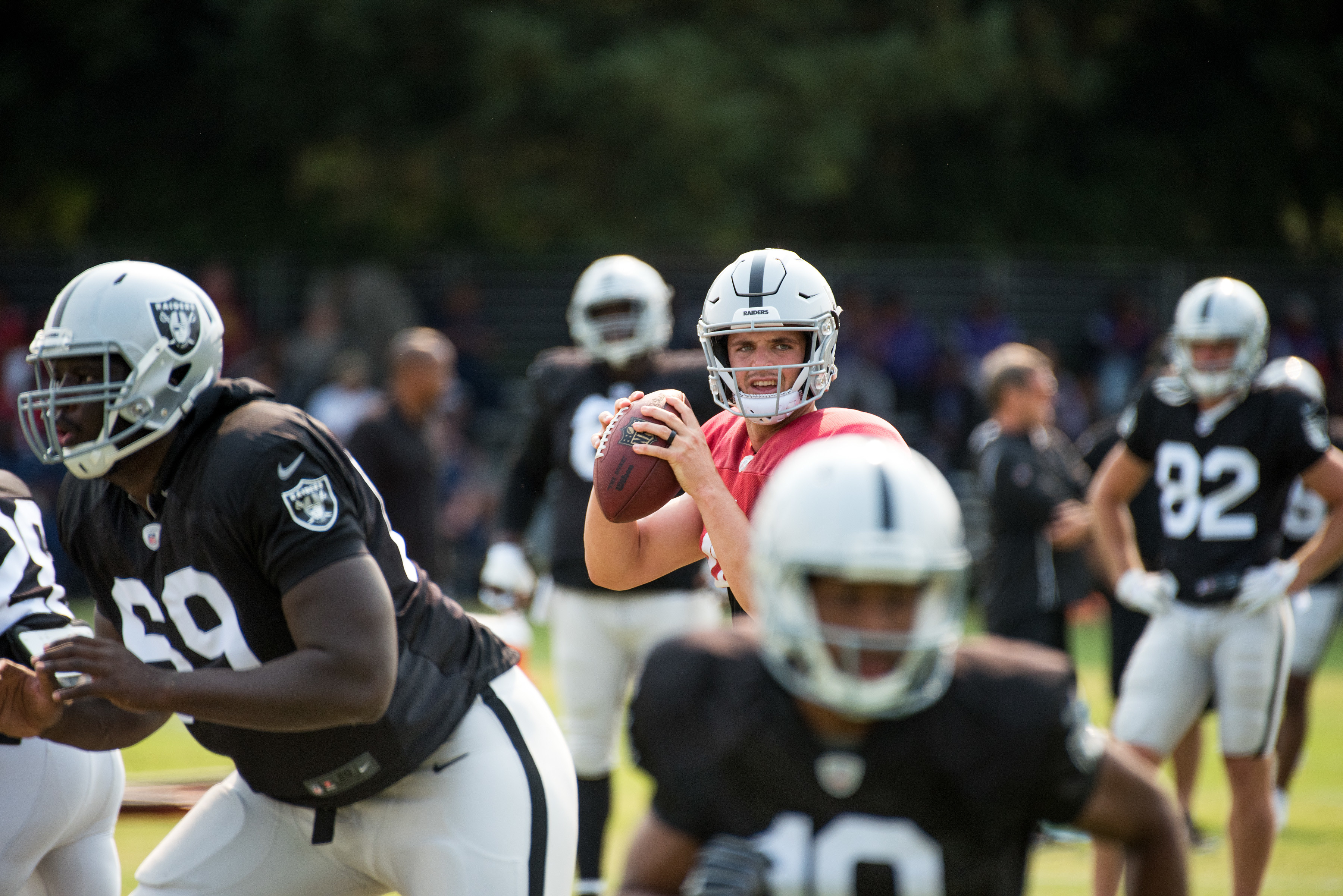
Il training camp 2018 dei Raiders

### Il ritorno di John Gruden
Il 6 gennaio 2018 gli Oakland Raiders annunciano il ritorno nel ruolo di capo-allenatore di Jon Gruden, che torna così nel club dopo il suo addio nel 2001. L'allenatore ha stretto con i Raiders un contratto della durata di 10 anni per un salario di 100 milioni di dollari. Gruden torna così ad allenare dopo la sua ultima esperienza risalente alla stagione 2009 con i Tampa Bay Buccaneers.

### Free agency

#### Arrivi
| Giocatore         | Ruolo | Età | Squadra 2017         | Contratto              |
| ----------------- | ----- | --- | -------------------- | ---------------------- |
| Jordy Nelson      | WR    | 32  | Green Bay Packers    | 2 anni (15 milioni $)  |
| Doug Martin       | RB    | 29  | Tampa Bay Buccaneers | 1 anno (1475000 $)     |
| Derek Carrier     | TE    | 27  | Los Angeles Rams     | 3 anni (5550000 $)     |
| Keith Smith       | FB    | 25  | Dallas Cowboys       | 2 anni (3 milioni $)   |
| Marcus Gilchrist  | S     | 29  | Houston Texans       | 1 anno (4 milioni $)   |
| Tahir Whitehead   | LB    | 27  | Detroit Lions        | 3 anni (19 milioni $)  |
| Justin Ellis      | DT    | 27  | Oakland Raiders      | 3 anni (6 milioni $)   |
| Lee Smith         | TE    | 30  | Oakland Raiders      | 3 anni (9 milioni $)   |
| Andrew DePaola    | LS    | 30  | Chicago Bears        | 4 anni (4270000 $)     |
| Josh Johnson      | QB    | 31  | Houston Texans       | svincolato             |
| Shareece Wright   | CB    | 30  | Buffalo Bills        | 1 anno (1005000 $)     |
| Reggie Nelson     | CB    | 34  | Oakland Raiders      | 1 anno (2.5 milioni $) |
| Dwayne Harris     | WR    | 30  | New York Giants      | 1 anno (880000 $)      |
| Armonty Bryant    | DE    | 27  | Detroit Lions        | svincolato             |
| Senquez Golson    | CB    | 24  | Tampa Bay Buccaneers | 1 anno (555000 $)      |
| Shilique Calhoun  | LB    | 26  | Oakland Raiders      | 1 anno (555000 $)      |
| James Cowser      | LB/DE | 27  | Oakland Raiders      | 1 anno (630000 $)      |
| Erik Harris       | S     | 28  | Oakland Raiders      | 1 anno (555000 $)      |
| Denver Kirkland   | G/T   | 24  | Oakland Raiders      | 1 anno (630000 $)      |
| Giorgio Tavecchio | K     | 27  | Oakland Raiders      | 1 anno (555000 $)      |
| Daryl Worley      | CB    | 23  | Philadelphia Eagles  | 1 anno (630000 $)      |
| Derrick Johnson   | LB    | 35  | Kansas City Chiefs   | 1 anno (3 milioni $)   |
| Dallin Leavitt    | S     |     |                      |                        |
| Drew Scott        | LS    |     |                      |                        |
| Cameron Hunt      | G     |     |                      |                        |
| Ahtyba Rubin      | DT    | 31  | Atlanta Falcons      |                        |
| Frostee Rucker    | DT    | 34  | Arizona Cardinals    |                        |
| Ryan Yurachek     | FB    |     |                      |                        |

#### Partenze
| Giocatore            | Ruolo | Età | Squadra 2018       |
| -------------------- | ----- | --- | ------------------ |
| Michael Crabtree     | WR    | 30  | Baltimore Ravens   |
| Marshall Newhouse    | OL    | 29  | Buffalo Bills      |
| Sean Smith           | CB    | 30  |                    |
| T.J. Carrie          | CB    | 27  | Cleveland Browns   |
| Denico Autry         | DE    | 27  | Indianapolis Colts |
| Aldon Smith          | LB    | 28  |                    |
| David Amerson        | CB    | 26  | Kansas City Chiefs |
| Sebastian Janikowski | K     | 39  | Seattle Seahawks   |
| Marquette King       | P     | 29  | Denver Broncos     |
| Clive Walford        | TE    | 26  | New York Jets      |
| Andrew East          | LS    | 26  |                    |
| Darius Latham        | DT    | 23  |                    |
| Armonty Bryant       | DE    | 27  |                    |
| Cory James           | LB    | 24  |                    |
| Josh Johnson         | QB    | 31  |                    |
| Colby Wadman         | P     |     |                    |
| Alex Officer         | C     |     |                    |
| Christian Hackenberg | QB    |     |                    |
| Brady Sheldon        | LB    |     |                    |
| Henry Poggi          |       |     |                    |

### Scambi
| Giocatore/scelta ricevuta                                                                                                 | Giocatore/scelta ceduta                                                                      | Squadra              |
| --- | -------------------------------------------------------------------------------------------- | -------------------- |
| Scelta al 5º giro draft 2018                                                                                              | WR Cordarrelle Patterson + scelta al 6º giro draft 2018                                      | New England Patriots |
| Scelta al 5º giro draft 2018                                                                                              | FB Jamize Olawale + scelta al 6º giro draft 2018                                             | Dallas Cowboys       |
| WR Martavis Bryant | scelta al 3º giro draft 2018                                                                 | Pittsburgh Steelers  |
| WR Ryan Switzer | DE Jihad Ward                                                                                | Dallas Cowboys       |
| QB Christian Hackenberg                                                                                                   | scelta "condizionale" al 7º giro draft 2019                                                  | New York Jets        |
| scelta al 1º giro draft 2019 + scelta al 1º giro draft 2010 + scelta al 3º giro draft 2020 + scelta al 6º giro draft 2019 | OLB Khalil Mack + scelta al 2º giro draft 2020 + scelta "condizionale" al 5º giro draft 2020 | Chicago Bears        |
| scelta al 1º giro draft 2019                                                                                              | WR Amari Cooper                                                                              | Dallas Cowboys       |

### Draft 2018
| Scelte dei Raiders nel Draft 2018 |                   |                   |       |                   |                      |
| Giro                              | Scelta (assoluta) | Giocatore         | Ruolo | College           | Note                 |
| 1º                                | 15ª               | Kolton Miller     | OT    | UCLA              | Dai Cardinals        |
| 2º                                | 57ª               | P.J. Hall         | DT    | Sam Houston State | Dai Titans           |
| 3º                                | 65ª               | Brandon Parker    | OT    | NC A&T            | Dai Ravens           |
| 3º                                | 87ª               | Arden Key         | DE    | LSU               | Dai Rams             |
| 4º                                | 110ª              | Nick Nelson       | CB    | Wisconsin         |                      |
| 5º                                | 140ª              | Maurice Hurst Jr. | DT    | Michigan          | Dai Colts            |
| 5º                                | 173ª              | Johnny Townsend   | P     | Florida           | Dai Cowboys          |
| 6º                                | 216ª              | Azeem Victor      | LB    | Washington        | Scelta compensatoria |
| 7º                                | 228ª              | Marcell Ateman    | WR    | Oklahoma State    |                      |

Note
- Alla fine della stagione 2017 i Raiders hanno ottenuto un record stagionale identico ai San Francisco 49ers e neanche la difficoltà del calendario ha determinato un ordine tra le due squadre. A questo scopo è stata tirata una moneta in occasione della NFL Scouting Combine nel marzo 2018, che ha visto i 49ers avere la meglio. I Raiders si sono visti collocare in 10ª posizione nel Draft 2018.

### Undrafted Free Agents
I Raiders hanno firmato i seguenti giocatori che non sono stati scelti da nessuna squadra al Draft 2018:
- Marcus Baugh, TE, Ohio State
- Saeed Blacknal, WR; Penn State
- Jason Cabinda, LB, Penn State
- Alex Officer, C, Pittsburgh
- Eddy Pineiro, K, Florida
- Nick Sharga, FB, Temple

## Staff
| Staff degli Oakland Raiders nel 2018 |
| --- |
| Organi dirigenziali - Proprietario: Mark Davis - Presidente: Marc Badain - Vicepres. esecutivo/Cons. generale: Dan Ventrelle - General Manager: Mike Mayock - Dir. amministrazione del football: Tom Delaney - Dir. personale dei giocatori: - Dir. personale professionistico: Dane Van Der Nat - Dir. osservatori dei college: Shaun Herock Capo allenatore - Jon Gruden Altri allenatori - Prep. atletico - Tom Shaw - Assistente prep. atletico - Deuce Gruden - Assistente prep. atletico - Rick Slate - Assistente prep. atletico - Kelsey Martinez - Assistente prep. atletico - D'Anthony Batiste Allenatori dell'attacco - Coordinatore offensivo – Greg Olson - Quarterback – Brian Callahan - Running Back – Jemal Singleton - Wide Receiver – Edgar Bennett - Tight End – Frank Smith - Offensive Line – Tom Cable - Assistente Offensive Line - Lemuel Jeanpierre - Controllo qualità attacco – Nick Holz - Controllo qualità attacco – Tim Berbenich Allenatori della difesa - Coordinatore difensivo – Paul Guenther - Assistente senior – Jim O'Neil - Defensive Line – Mike Trgovac - Assistente Defensive Line - Marco Coleman - Linebacker – David Lippincott - Defensive Back – Derrick Ansley - Controllo qualità – Travis Smith Allenatori dello special team - Coord. special team/Ass. head coach - Rich Bisaccia - Assistente special team - Byron Storer |

## Roster
| Roster degli Oakland Raiders nel 2018 |
| --- |
| Quarterback - 4 Derek Carr - 2 A.J. McCarron Running Back - 28 Doug Martin - 30 Jalen Richard - 41 Keith Smith FB - 33 DeAndré Washington Wide Receiver - 88 Marcell Ateman - 17 Dwane Harris - 14 Keon Hatcher - 82 Jordy Nelson - 10 Seth Roberts Tight End - 84 Paul Butler TE - 85 Derek Carrier - 87 Jared Cook - 86 Lee Smith - 83 Darren Waller Offensive Linemen - 69 Denzelle Good T - 65 Chaz Green - 61 Rodney Hudson C - 63 Cameron Hunt G - 79 Denver Kirkland G - 77 Kolton Miller T - 71 Justin Murray T - 70 Kelechi Osemele G - 75 Brandon Parker T - 68 David Sharpe T Defensive Linemen - 96 Kony Ealy DE - 78 Justin Ellis NT - 92 P.J. Hall DT - 90 Johnathan Hankins DT - 73 Maurice Hurst Jr. DT - 99 Arden Key DE - 91 Clinton McDonald DE - 98 Frostee Rucker DE - 57 Gabe Wright DT Linebacker - 46 Jason Cabinda OLB - 55 Marquel Lee MLB - 50 Nicholas Morrow OLB - 59 Tahir Whitehead OLB - 58 Kyle Wilber OLB Defensive Back - 37 Bené Benwikere CB - 21 Gareon Conley CB - 31 Marcus Gilchrist FS - 25 Erik Harris SS - 42 Karl Joseph SS - 40 Rico Gafford CB - 36 Kallin Leavitt S - 36 Montrel Meander CB - 22 Rashaan Melvin CB - 45 Nick Nelson CB Special Team - 8 Daniel Carlson K - 5 Johnny Townsend P - 47 Trent Sieg LS Lista delle riserve - 12 Martavis Bryant WR (Sospeso) - 91 Shilique Calhoun OLB (IR) - 74 T.J. Clemmings T (IR) - 48 Andrew DePaola LS (IR) - 76 Jon Feliciano C (IR) - 29 Leon Hall CB (IR) - 66 Gabe Jackson G (IR) - 19 Brandon LaFell WR (IR) - 24 Marshawn Lynch RB (IR) - 23 Dexter McDonald CB (IR) - 37 Tevin Mitchel CB (IR) - 27 Reggie Nelson FS (IR) - 6 Mike Nugent K (IR) - 72 Donald Penn T (IR-DRF) - 9 Eddy Pineiro K (IR) - -- Ahtyba Rubin DT (IR) - 93 Jacquies Smith DE (IR) - 94 Eddie Vanderdoes DT (Active/PUP) - 34 Chris Warren III RB (IR) - 20 Daryl Worley CB (IR) Squadra di allenamento - 80 Saeed Blacknall WR - 40 James Butler RB - 46 Cayson Collins LB - 49 James Cowser OLB - -- Rashard Davis WR - 35 Makinton Dorleant CB - 16 Johnny Holton WR - 64 Jamal McGloster T - 18 Nathan Peterman QB - 44 Ryan Yurachek FB Future contract 10 Roster aggiornato al 28 dicembre 2018 53 attivi, 20 inattivi, 10 nella squadra di allenamento |
| Legenda - I rookie sono in corsivo. - Il primo ruolo è il principale mentre gli eventuali successivi indicano i ruoli secondari. - (IR) sta per Injured Reserve ed indica la lista ristretta per un solo giocatore infortunato che può tornare ad allenarsi dopo la settimana 6 e a rientrare in prima squadra dopo che questa ha giocato 8 partite. - (NF-Inj.) / (NF-Ill.) stanno rispettivamente per Non-Football Injured e Non-Football Illness ed indicano le liste dove viene inserito un giocatore che ha un infortunio o una malattia non dipendente dal football americano. - (PUP) sta per Physically Unable to Perform ed indica la lista dove viene inserito un giocatore mentre è in attesa di recuperare la condizione fisica. Nella stagione regolare dopo la sesta partita giocata dalla propria squadra, il giocatore ha tempo tre settimane per riprendere ad allenarsi, più tre settimane aggiuntive dal suo rientro agli allenamenti per rientrare in prima squadra. |

## Calendario

### Pre-stagione
| Pre-stagione |           |                     |           |        |                                 |
| Turno        | Data      | Avversario          | Risultato | Record | Stadio                          |
| 1            | 10.8.2018 | Detroit Lions       | 16–10     | 1–0    | Oakland-Alameda County Coliseum |
| 2            | 18.8.2018 | at Los Angeles Rams | 15–19     | 1–1    | Los Angeles Memorial Coliseum   |
| 3            | 24.8.2018 | Green Bay Packers   | 13–6      | 2–1    | Oakland-Alameda County Coliseum |
| 4            | 30.8.2018 | at Seattle Seahawks | 30–19     | 3–1    | CenturyLink Field               |

### Stagione regolare
Il calendario della stagione è stato annunciato il 19 aprile 2018.
| Stagione regolare |                    |                         |                    |                    |                                 |                    |
| Turno             | Data               | Avversario              | Risultato          | Record             | Stadio                          |                    |
| 1                 | 10.9.2018          | Los Angeles Rams        | 13-33              | 0–1                | Oakland-Alameda County Coliseum |                    |
| 2                 | 16.9.2018          | at Denver Broncos       | 19-20              | 0–2                | Broncos Stadium at Mile High    |                    |
| 3                 | 23.9.2018          | at Miami Dolphins       | 20-28              | 0–3                | Hard Rock Stadium               |                    |
| 4                 | 30.9.2018          | Cleveland Browns        | 45-42              | 1–3                | Oakland-Alameda County Coliseum |                    |
| 5                 | 7.10.2018          | at Los Angeles Chargers | 10-26              | 1–4                | StubHub Center                  |                    |
| 6                 | 14.10.2018         | Seattle Seahawks        | 3-27               | 1–5                | Wembley Stadium (Londra)        |                    |
| 7                 | Settimana di pausa | Settimana di pausa      | Settimana di pausa | Settimana di pausa | Settimana di pausa              | Settimana di pausa |
| 8                 | 28.10.2018         | Indianapolis Colts      | 28-42              | 1–6                | Oakland-Alameda County Coliseum |                    |
| 9                 | 1.11.2018          | at San Francisco 49ers  | 3-34               | 1–7                | Levi's Stadium                  |                    |
| 10                | 11.11.2018         | Los Angeles Chargers    | 6-20               | 1–8                | Oakland-Alameda County Coliseum |                    |
| 11                | 18.11.2018         | at Arizona Cardinals    | 23-21              | 2–8                | State Farm Stadium              |                    |
| 12                | 25.11.2018         | at Baltimore Ravens     | 17-34              | 2–9                | M&T Bank Stadium                |                    |
| 13                | 2.12.2018          | Kansas City Chiefs      | 33-40              | 2–10               | Oakland-Alameda County Coliseum |                    |
| 14                | 9.12.2018          | Pittsburgh Steelers     | 24-21              | 3–10               | Oakland-Alameda County Coliseum |                    |
| 15                | 16.12.2018         | at Cincinnati Bengals   | 16-30              | 3–11               | Paul Brown Stadium              |                    |
| 16                | 24.12.2018         | Denver Broncos          | 27-14              | 4–11               | Oakland-Alameda County Coliseum |                    |
| 17                | 30.12.2018         | at Kansas City Chiefs   | 3-35               | 4–12               | Arrowhead Stadium               |                    |

Note
- Gli avversari della propria division sono in grassetto.

## Classifiche

### Division
| AFC West                 | AFC West | AFC West | AFC West | AFC West | AFC West | AFC West | AFC West | AFC West |
| vedi • disc. • mod.      | V        | S        | P        | PCT      | DIV      | CONF     | PF       | PS       |
| ------------------------ | -------- | -------- | -------- | -------- | -------- | -------- | -------- | -------- |
| x – Kansas City Chiefs   | 12       | 3        | 0        | .786     | 4–1      | 9–2      | 499      | 380      |
| x – Los Angeles Chargers | 12       | 4        | 0        | .733     | 3–2      | 8–3      | 405      | 320      |
| Denver Broncos †         | 6        | 8        | 0        | .429     | 2–2      | 4–6      | 306      | 299      |
| Oakland Raiders †        | 4        | 12       | 0        | .250     | 0–4      | 2–8      | 260      | 418      |

### Conference
| American Football Conference           | American Football Conference | American Football Conference | American Football Conference | American Football Conference | American Football Conference | American Football Conference | American Football Conference | American Football Conference | American Football Conference | American Football Conference |
| Pos.                                   | Squadra                      | Division                     | V                            | S                            | P                            | PCT                          | DIV                          | CONF                         | SOS                          | SOV                          |
| -------------------------------------- | ---------------------------- | ---------------------------- | ---------------------------- | ---------------------------- | ---------------------------- | ---------------------------- | ---------------------------- | ---------------------------- | ---------------------------- | ---------------------------- |
| Capolista di Division                  |                              |                              |                              |                              |                              |                              |                              |                              |                              |                              |
| 1                                      | Kansas City Chiefs           | West                         | 12                           | 4                            | 0                            | .750                         | 5–1                          | 10–2                         | .480                         | .401                         |
| 2                                      | New England Patriots         | East                         | 11                           | 5                            | 0                            | .688                         | 5–1                          | 8–4                          | .482                         | .494                         |
| 3                                      | Houston Texans               | South                        | 11                           | 5                            | 0                            | .688                         | 4–2                          | 9–3                          | .471                         | .435                         |
| 4                                      | Baltimore Ravens             | North                        | 10                           | 6                            | 0                            | .625                         | 3–3                          | 8–4                          | .496                         | .450                         |
| Wild Card                              |                              |                              |                              |                              |                              |                              |                              |                              |                              |                              |
| 5                                      | Los Angeles Chargers         | West                         | 12                           | 4                            | 0                            | .750                         | 4–2                          | 9–3                          | .477                         | .422                         |
| 6                                      | Indianapolis Colts           | South                        | 10                           | 6                            | 0                            | .625                         | 4–2                          | 7–5                          | .465                         | .456                         |
| Non qualificati per i play-off         |                              |                              |                              |                              |                              |                              |                              |                              |                              |                              |
| 7                                      | Pittsburgh Steelers          | North                        | 9                            | 6                            | 1                            | .594                         | 4–1–1                        | 6–5–1                        | .504                         | .448                         |
| 8                                      | Tennessee Titans             | South                        | 9                            | 7                            | 0                            | .563                         | 3–3                          | 5–7                          | .520                         | .465                         |
| 9                                      | Cleveland Browns             | North                        | 7                            | 8                            | 1                            | .469                         | 3–2–1                        | 5–6–1                        | .516                         | .411                         |
| 10                                     | Miami Dolphins               | East                         | 7                            | 9                            | 0                            | .438                         | 4–2                          | 6–6                          | .469                         | .446                         |
| 11                                     | Denver Broncos               | West                         | 6                            | 10                           | 0                            | .375                         | 2–4                          | 4–8                          | .523                         | .464                         |
| 12                                     | Cincinnati Bengals           | North                        | 6                            | 10                           | 0                            | .375                         | 1–5                          | 4–8                          | .535                         | .448                         |
| 13                                     | Buffalo Bills                | East                         | 6                            | 10                           | 0                            | .375                         | 2–4                          | 4–8                          | .523                         | .411                         |
| 14                                     | Jacksonville Jaguars         | South                        | 5                            | 11                           | 0                            | .313                         | 1–5                          | 4–8                          | .549                         | .463                         |
| 15                                     | New York Jets                | East                         | 4                            | 12                           | 0                            | .250                         | 1–5                          | 3–9                          | .506                         | .438                         |
| 16                                     | Oakland Raiders              | West                         | 4                            | 12                           | 0                            | .250                         | 1–5                          | 3–9                          | .547                         | .406                         |
| Criteri di spareggio                   |                              |                              |                              |                              |                              |                              |                              |                              |                              |                              |
| 1. 2. 3. 4. 5. 6. 7. 8. 9. 10.         |                              |                              |                              |                              |                              |                              |                              |                              |                              |                              |
| Legenda                                |                              |                              |                              |                              |                              |                              |                              |                              |                              |                              |
| w — wild card ottenuta                 |                              |                              |                              |                              |                              |                              |                              |                              |                              |                              |
| x — partecipazione ai playoff ottenuta |                              |                              |                              |                              |                              |                              |                              |                              |                              |                              |
| y — campioni di division               |                              |                              |                              |                              |                              |                              |                              |                              |                              |                              |
| z — salto del primo turno di play-off  |                              |                              |                              |                              |                              |                              |                              |                              |                              |                              |
| * — vantaggio del campo ottenuto       |                              |                              |                              |                              |                              |                              |                              |                              |                              |                              |

## Premi

### Premi settimanali e mensili
- Dwayne Harris:

giocatore degli special team della AFC della settimana 4
giocatore degli special team della AFC della settimana 16
- Daniel Carlson:

giocatore degli special team della AFC della settimana 11

## Leader della squadra
| Categoria              | Giocatore                                                     | N.         |
| ---------------------- | ------------------------------------------------------------- | ---------- |
| Yard passate           | Derek Carr                                                    | 4.049 yard |
| Touchdown passati      | Derek Carr                                                    | 19         |
| Yard corse             | Doug Martin                                                   | 723 yard   |
| Touchdown su corsa     | Doug Martin                                                   | 4          |
| Ricezioni              | Jalen Richard Jared Cook                                      | 68         |
| Yard ricevute          | Jared Cook                                                    | 896 yard   |
| Touchdown su ricezione | Jared Cook                                                    | 6          |
| Tackle totali          | Tahir Whitehead                                               | 126        |
| Sack                   | Maurice Hurst Jr.                                             | 4,0        |
| Intercetti             | Marcus Gilchrist Gareon Conley                                | 3          |
| Fumble forzati         | Tahir Whitehead Maurice Hurst Jr. Nicholas Morrow Bruce Irvin | 1          |
| Punti segnati          | Daniel Carlson                                                | 66 punti   |

Fonte: Pro Football Reference